# 1921 en science-fiction
| Années de la science-fiction : 1918 - 1919 - 1920 - 1921 - 1922 - 1923 - 1924    |
| Décennies de la science-fiction : 1890 - 1900 - 1910 - 1920 - 1930 - 1940 - 1950 |

L'année 1921 est marquée, en matière de science-fiction, par les événements suivants.

## Naissances et décès

### Naissances
- 14 janvier : Kenneth Bulmer, écrivain britannique, mort en 2005.
- 25 janvier : Russell Braddon, écrivain australien, mort en 1995.
- 12 avril : Carol Emshwiller, écrivain américain, morte en 2019.
- 1er mai : Vladimir Colin, écrivain roumain, mort en 1991.
- 23 mai : James Blish, écrivain américain, mort en 1975.
- 31 mai : Arthur Sellings, écrivain britannique, mort en 1968.
- 6 juin : Francis G. Rayer, écrivain britannique, mort en 1981.
- 11 août : Henri Viard, écrivain français, mort en 1989.
- 12 septembre : Stanislas Lem, écrivain polonais, mort en 2006.
- 7 octobre : H. H. Hollis, écrivain américain, mort en 1977.
- 9 novembre : Alfred Coppel, écrivain américain, mort en 2004.

## Prix
La plupart des prix littéraires de science-fiction actuellement connus n'existaient alors pas.

## Parutions littéraires

### Nouvelles
- L'Homme truqué par Maurice Renard.